# شزندرة جلكاء
شزندرة جلكاء (الاسم العلمي:Schisandra glaucescens) هي نوع نباتي يتبع جنس الشزندرة من فصيلة الشزندرية